# Judith (Vouet)
Pour les articles homonymes, voir Judith.
Judith est une peinture réalisée vers 1620-1625 par le peintre français Simon Vouet, représentant Judith tenant la tête tranchée du roi Holopherne. La toile est conservée à l'Alte Pinakothek de Munich. 

## Thème
Le tableau montre Judith, le personnage principal de l'épisode biblique décrit dans le livre deutérocanonique et apocryphe de Judith, qui a assassiné le général assyrien Holopherne pour sauver le peuple juif.

## Sources
- https://www.sammlung.pinakothek.de/en/bookmark/artwork/gR4kNZrNGE